# 18.º Regimiento de Artillería de la Luftwaffe
El 18.º Regimiento de Artillería de la Luftwaffe (18. Luftwaffen-Artillerie-Regiment) fue una unidad de la Luftwaffe durante la Segunda Guerra Mundial.

## Historia
Fue formado en diciembre de 1942 iniciando solamente con:
- I Batallón
- II Batallón

El 1 de noviembre de 1943 pasó bajo el control total del Ejército, y renombrado como el 18.º Regimiento de Artillería (L), excepto del III Batallón que se convierte en el II Batallón/52.º Regimiento Antiaéreo.

## Comandantes
- Teniente coronel Richard Kolb - (diciembre de 1942 - 1 de noviembre de 1943)

## Orden de Batalla
Organización
- I Batallón/1.º Escuadrilla, 2.º Escuadrilla, 3.º Escuadrilla
- II Batallón/4.º Escuadrilla, 5.º Escuadrilla
- III Batallón/6.º Escuadrilla, 7.º Escuadrilla, 8.º Escuadrilla, 9.º Escuadrilla
- 1.º Columna Ligera de Transporte
- 2.º Columna Ligera de Transporte
- 3.º Columna Ligera de Transporte
- 4.º Columna Ligera de Transporte

## Servicios
- ? - 1943: Bajo la 18.º División de Campo de la Fuerza Aérea.